# Challenger de Mauthausen 2022
El torneo Upper Austria Open 2022 fue un torneo de tenis perteneció al ATP Challenger Tour 2022 en la categoría Challenger 100. Se trató de la 1.ª edición, el torneo tuvo lugar en la ciudad de Mauthausen (Austria), desde el 2 hasta el 8 de mayo de 2022 sobre pista dura bajo techo de tierra batida al aire libre.

## Jugadores participantes del cuadro de individuales
| Favorito | País                       | Jugador            | Rank1 | Posición en el torneo |
| -------- | -------------------------- | ------------------ | ----- | --------------------- |
| 1        | Bandera de Australia       | John Millman       | 79    | Cuartos de final      |
| 2        | Bandera de República Checa | Jiří Lehečka       | 88    | FINAL                 |
| 3        | Bandera de Colombia        | Daniel Elahi Galán | 105   | Segunda ronda         |
| 4        | Bandera de Eslovaquia      | Norbert Gombos     | 106   | Baja                  |
| 5        | Bandera de Moldavia        | Radu Albot         | 121   | Cuartos de final      |
| 6        | Bandera de Alemania        | Mats Moraing       | 126   | Primera ronda, retiro |
| 7        | Bandera de República Checa | Zdeněk Kolář       | 137   | Segunda ronda         |
| 8        | Bandera de Austria         | Dennis Novak       | 149   | Semifinales           |
| 9        | Bandera vacío              | Egor Gerasimov     | 150   | Primera ronda         |

- 1 Se ha tomado en cuenta el ranking del 25 de abril de 2022.

### Otros participantes
Los siguientes jugadores recibieron una invitación (wild card), por lo tanto ingresan directamente al cuadro principal (WC):
- Gerald Melzer
- Filip Misolic
- Lukas Neumayer

Los siguientes jugadores ingresan al cuadro principal tras disputar el cuadro clasificatorio (Q):
- Nerman Fatić
- Lucas Miedler
- Matej Sabanov
- Nikolás Sánchez Izquierdo
- Alexander Shevchenko
- Máté Valkusz

## Campeones

### Individual Masculino
- Jurij Rodionov derrotó en la final a  Jiří Lehečka, 6–4, 6–4

### Dobles Masculino
- Sander Arends /  David Pel derrotaron en la final a  Johannes Härteis /  Benjamin Hassan, 6–4, 6–3